# Šašinci
Šašinci (cyr. Шашинци) – wieś w Serbii, w Wojwodinie, w okręgu sremskim, w mieście Sremska Mitrovica. W 2011 roku liczyła 1623 mieszkańców.